# 載圻
宗室載圻（1817年11月12日—1869年12月22日，嘉慶二十二年十月初四日巳時—同治八年十一月二十日寅時），正藍旗滿洲人，左翼近支宗室正藍旗第二族載字輩，奕斌佐領下人，怡親王奕勳六子，載垣之弟，清朝宗室成員，封爵三等輔國將軍。

## 生平
道光七年（1827年）十月，賞戴花翎。
十六年十二月（1837年1月），由應封宗室考封三等輔國將軍爵位。
二十五年（1845年）四月，軍政列為一等，授官侍衛處一等侍衛。
咸豐五年（1855年）二月，授侍衛班領。
八年（1858年）七月，升授協理事務侍衛班領（續辦事章京）。
同治八年（1869年）二月，因病奉旨告退一等侍衛，回旗當差。十一月二十日，卒，年五十三歲。次年，子溥綸降襲三等奉國將軍。

## 家庭及關聯
- 六世祖父：清聖祖（1654年—1722年）。
- 六世祖母：敬敏皇貴妃（？年—1699年）。
- 五世祖父：怡賢親王允祥（1686年—1730年），封怡親王，官總理事務王大臣、管理戶部及宗人府事務、圓明園八旗內務府三旗護軍營掌印總統大臣、議政大臣。
- 五世祖母：兆佳氏，尙書瑪爾漢之女，允祥嫡福晉。
- 高祖父：怡僖親王弘曉（1722年—1778年），襲怡親王，官正白旗漢軍都統，管理理藩院事務。
- 高祖母：石佳氏，石中玉之女，弘曉側福晉。
- 曾祖父：怡恭親王永琅（1746年—1799年），襲怡親王，官至總管內務府大臣、正黃旗滿洲都統、圓明園八旗內務府三旗護軍營掌印總統大臣、總管圓明園事務大臣。
- 曾祖母：瓜爾佳氏，前鋒參領德柱之女，永琅嫡福晉。
- 祖父：綿標（1770年—1799年），封不入八分輔國公，官至正藍旗護軍統領、火器營總統大臣，追封怡親王。
- 祖母：劉氏，劉善福之女，綿標側福晉。

### 父母
- 父：怡恪親王奕勳（1793年—1818年），襲封怡親王，諡恪。
- 嫡母：鈕祜祿氏，四川總督和琳孫女、輕車都尉豐紳宜綿之女、宣宗成貴妃姊妹，奕勳嫡福晉。
- 繼母：伊爾根覺羅氏，副都統西寧辦事大臣恆敬[7]之女，奕勳繼福晉。
- 生母：舒氏，舒彭斌之女，奕勳之妾。

### 兄弟
載圻排行第四，有三兄三弟。
- 載坊（1816年—1821年），庶母舒氏所生，襲怡親王，早薨。
- 載垣（1816年—1861年），庶母李氏所生，襲怡親王，官至領侍衛內大臣、圓明園八旗內務府三旗護軍營掌印總統大臣、鑲紅旗滿洲都統、善撲營總統大臣，辛酉政變因罪革爵賜自盡。娶那拉氏，長蘆鹽政延豐之女，按察使福珠隆阿及宣宗和妃姊妹。
- 載坪（1817年—1841年），庶母胡氏所生，封三等輔國將軍，官散秩大臣。娶鈕祜祿氏，前鋒統領常喜之女。
- 載增（1818年—1859年），庶母李氏所生，封三等輔國將軍，官至荊州左翼副都統。娶費莫氏道光二年文進士武英殿大學士文慶之女。
- 載堃（1818年—1853年），庶母胡氏所生，封三等輔國將軍。
- 載堪（1818年—1861年），庶母王氏所生，封三等輔國將軍，官至左翼前鋒統領。娶博羅特氏，一等誠勇公裕恆之女、和碩額駙散秩大臣德徽姊妹。

### 妻室
- 嫡妻：沙濟富察氏，副都統阿克蘇辦事大臣誠端之女。
- 側室：方氏，方德懋之女。

### 子嗣
載圻育有二子。
- 溥傑（1842年—1843年），庶方氏所生，早卒。
- 溥綸（1843年—1872年），一名溥倫，庶方氏所生，選七品筆帖式，襲三等奉國將軍。娶葉赫里氏，一等男蘇拉芳阿之女、雲南普洱鎮總兵淳慶孫女。